# Ronny Listner
Ronny Listner (* 20. Juli 1978 in Karl-Marx-Stadt) ist ein deutscher Bobfahrer.
Ronny Listner ist Polizeimeister bei der Bundespolizei und startet für den SC Oberbärenburg. Der Anschieber betreibt den Bobsport seit 1998. Er gehört zum Team von Thomas Florschütz. 2003 wurde er Juniorenweltmeister im Viererbob von Ruben Feisthauer. Mit diesem gewann er auch 2003 einen Weltcup in La Plagne und belegte 2005 und 2006 mehrfach weitere Podiumsplatzierungen. 2003 und 2006 belegte er im Viererbob dritte Ränge bei der Deutschen Meisterschaft. Bei den Olympischen Winterspielen 2010 wurde er Vierter.